# نادي 8-5 (مطعم)
مطعم ونادي 5-8 (الاسم الرسمي بالإنجليزية: 5-8 Club Tavern & Grill)هو مطعم في مينيابوليس بولاية مينيسوتا. تأسس المطعم في عام 1928 باعتباره مطعمًا للحديث والحوار، وهو واحد من مؤسستين في مينيابوليس تدعيان أنهما اخترعتا جوسي لوسي تشيز برجر في الخمسينيات من القرن الماضي، والآخر هو مطعم ماتس بار [الإنجليزية] ماتس بار. يقدم نادي 5-8 أيضًا برجر Saucy Sally الخاص به والأطباق الأخرى بما في ذلك خثارة الجبن المقلية fried cheese curds وقش البصل. يحتوي المطعم، الذي ظهر في العديد من مسلسلات قناة Travel التلفازية، على ثلاثة مواقع إضافية في مينيسوتا.

## تاريخ المطعم
تم افتتاح المطعم في مينيابوليس في مينيسوتا، في عام 1928 عند تقاطع شارع 58 وشارع سيدار، مع شارع 58 الذي أعير اسمه إلى المؤسسة.  تأسس خلال عصر الحظر في الولايات المتحدة (1920-1933)، بدأ النادي بشكل غير قانوني سبيكيزي  في مسكن من الجص في منطقة غير حضرية نسبيًا في جنوب المدينة. بنى أصحاب النادي مرآبًا تحت الأرض أسفل المنزل لمساعدتهم في نقل الكحول بشكل غير قانوني.  تكريما لماضيه كأساس للمطعم، لا يزال المدخل الخلفي لنادي 5-8 هو المدخل الرئيسي.  تم افتتاح ثلاثة مواقع إضافية للنادي من 5 إلى 5-8، في مابلوود وتشامبلين وويست سانت بول في مينيسوتا.   عام 1996 استحوذت شركة Food Services Inc. على المطعم في.

## قائمة الاطعمة

### جوسي لوسي

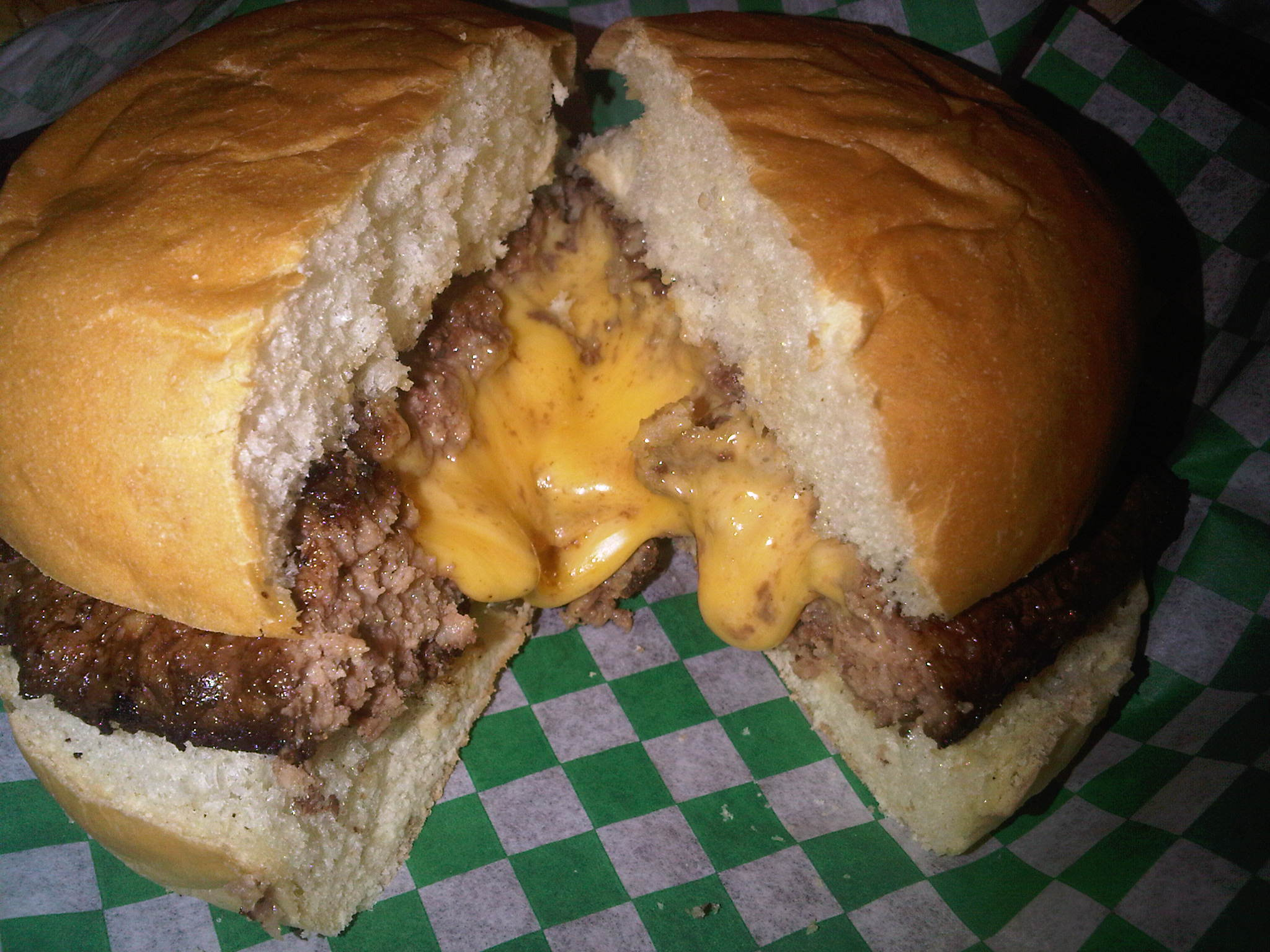
جوسي لوسي في المطعم

وجبة قائمة مطعم نادي 5-8 المميزة هي جوسي لوسي Cheeseburger الذي يتكون من الجبن المطبوخ داخل فطيرة من لحم أنغوس البقري.  هناك خلاف بين 5-8 Club ومطعم ماتس بار [الإنجليزية] وهو مطعم آخر في مينيابوليس يقع على بعد 23 مبنى شمال نادي 5-8 في شارع جتدة سيدار، حول المؤسسة التي ابتكرت البرجر.   وفقًا لنادي 5-8، فقد طوروا الطبق في الخمسينيات من القرن الماضي.  النسخة التي يقدمها النادي مكتوبة جوسي لوسي ، بينما تكرار مطعم ماتس بار [الإنجليزية] يحذف الحرف، مما يؤدي إلى تهجئة Jucy Lucy . 
على عكس Matt's Jucy Lucys، يتم تقديم جوسي لوسي من 5-8 Club مع خيار من أربعة أنواع مختلفة من الجبن: الأمريكية والأزرق وجاك الفلفل والسويسري. من أجل تجنب الالتباس في عملية التحضير، يتم تمييز الفطائر التي يتم شويها بأعواد أسنان ملونة تتوافق مع نوع الجبن بالداخل. يقدم المطعم ما يصل إلى 300 برجر بالجبن كل يوم. 
بالإشارة إلى التهجئات المختلفة للبرغر الخاص بهم، ارتدى طاقم الانتظار في نادي 5-8 قمصانًا مناشدًا أنه «إذا تم تهجئتها بشكل صحيح، فقد تم ذلك بشكل صحيح.»  يبيع النادي قمصانًا مكتوب عليها «حرروا الجبن» على عكس القمصان المعروضة في مات والتي كتب عليها «الخوف من الجبن». 

### الأطباق الأخرى

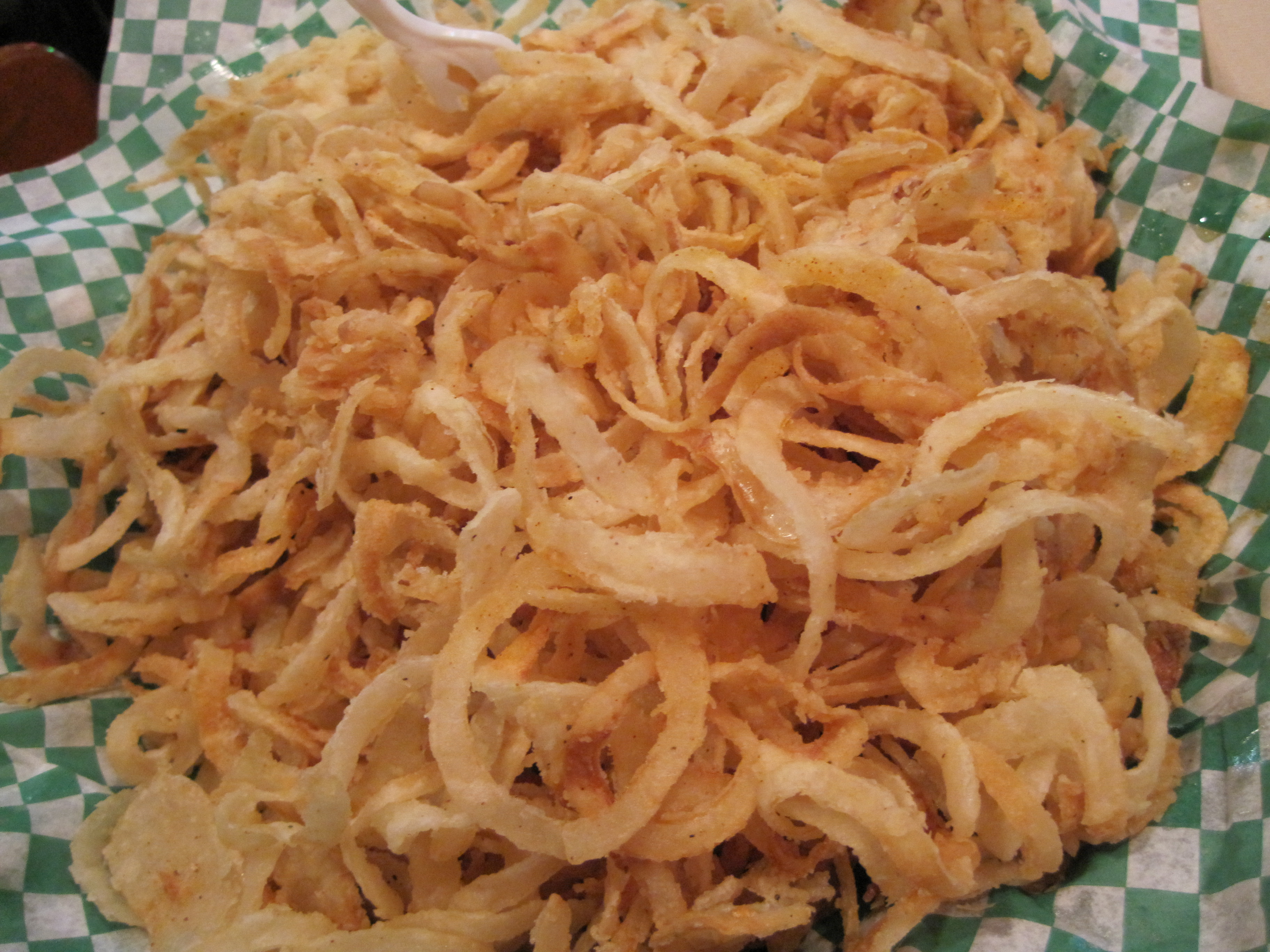
وجبة قش البصل 5-8 كلوب

بالإضافة إلى جوسي لوسي، يقدم 5-8 Club أطباقًا أخرى، بما في ذلك خثارة الجبن المقلي وسندويشات لحم الخنزير وشرائح البطاطس وقش البصل.   يتم تقديم Saucy Sally، وهو نوع مختلف عن جوسي لوسي، يتكون من صلصة سرية مطبوخة في شريحة لحم بقري وتقدم مع مجموعة متنوعة من الإضافات (البصل والجبن والخس وصلصة الألف جزيرة) في المطعم.  في مارس 2016، بدأ نادي 5-8 برنامج برغر برغر، مما سمح لمصنع الجعة المحلي الجديد بتطوير إقران برغر - بيرة لفترة محدودة كل شهر. يقدم المطعم "عبوات مجانية" حتى تعوم "على المشروبات. 

## الاراء حوله
نقلاً عن مجموعة متنوعة من الجبن المقدمة في الفطائر، وصف جورج موتز وجبة جوسي لوسي من 5-8 Club بأنه نسخة راقية من الاطباق.  وصفت دارا موسكوفيتش جرومدال مطعم جوسي لوسي في City Pages بأنه "برجر كبير، حار، كثيف، ولذيذ مليء بالجبن الجيد"  بينما لم يوافق كسفين أليكساندر من مجموعة ثريليست الاعلامية، حيث كتب أن الفطيرة "تفتقر إلى النكهة الجادة والجبن لم يحرق لسانه بقدر ما استسلم بشكل جماعي على طبقه بعد لدغة أولية ".  عن الأجواء، كتب موتز أنه على الرغم من "المدخل الخلفي ذي المظهر السريري"، فإن البار يحتوي على "غرفة طعام مريحة مع فناء خارجي كبير".  علق جيمس نورتون على ذلك بقوله إن المطعم "يتمتع بلمعان نظيف ومشرق في الضواحي يجعله أكثر  لمطعم أبل بيز الذي يتم صيانته جيدًا أكثر من حانة حفرة في الحائط" جميلة تحدث الكنيسة ". 
تم تصنيف نادي 5-8 في المرتبة الأولى من بين 101 مطعمًا ظهرت في الموسم الثاني من برنامج كاونت داون كاونت داون [الإنجليزية] لقناة السفر في عام 2014. ظهر المطعم أيضًا في عرضين آخرين لقناة Travel: Man v. الغذاء في عام 2009 ومسلسل حروب الغذاء في عام 2010. 

## معرض الصور

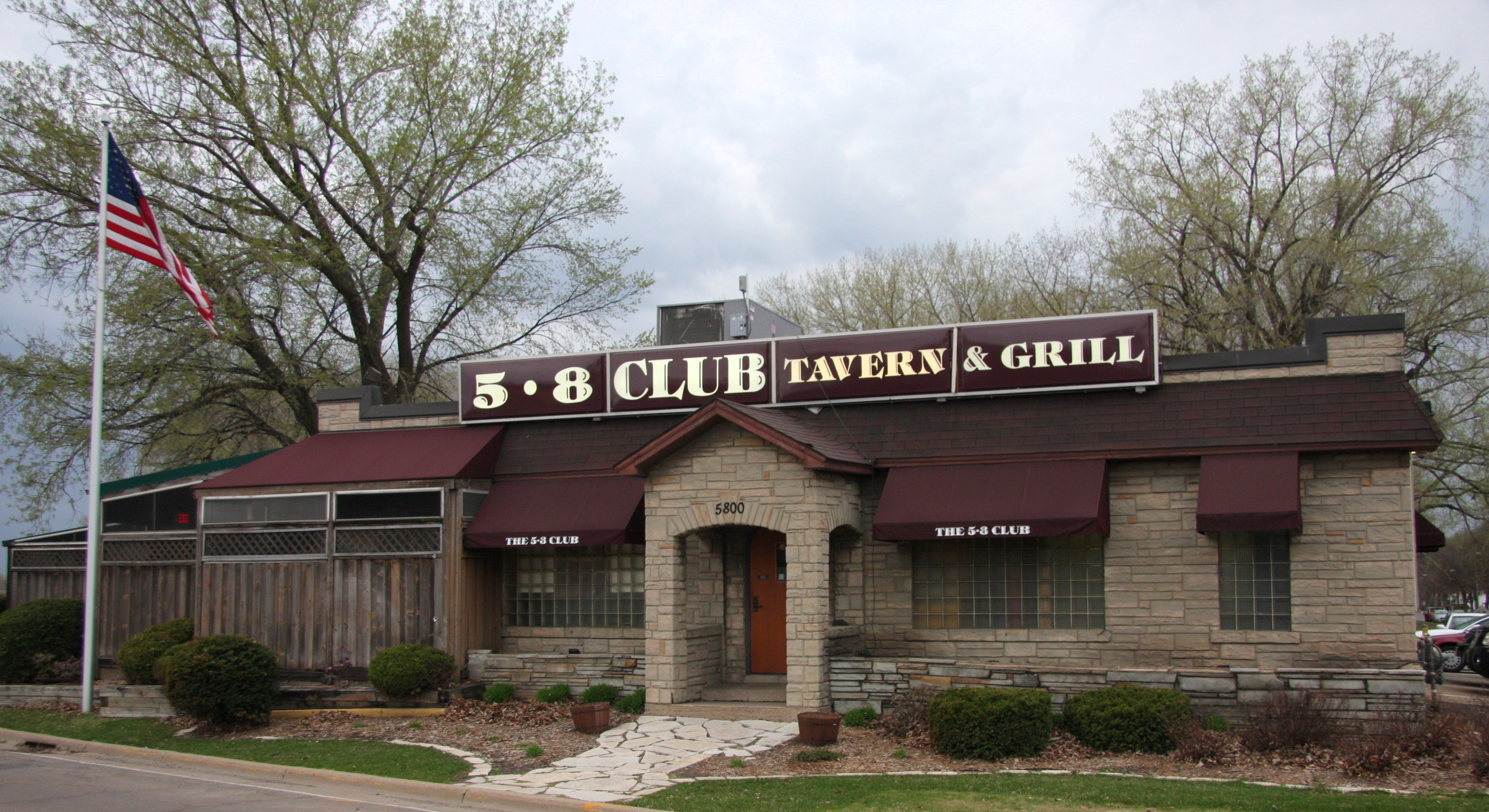
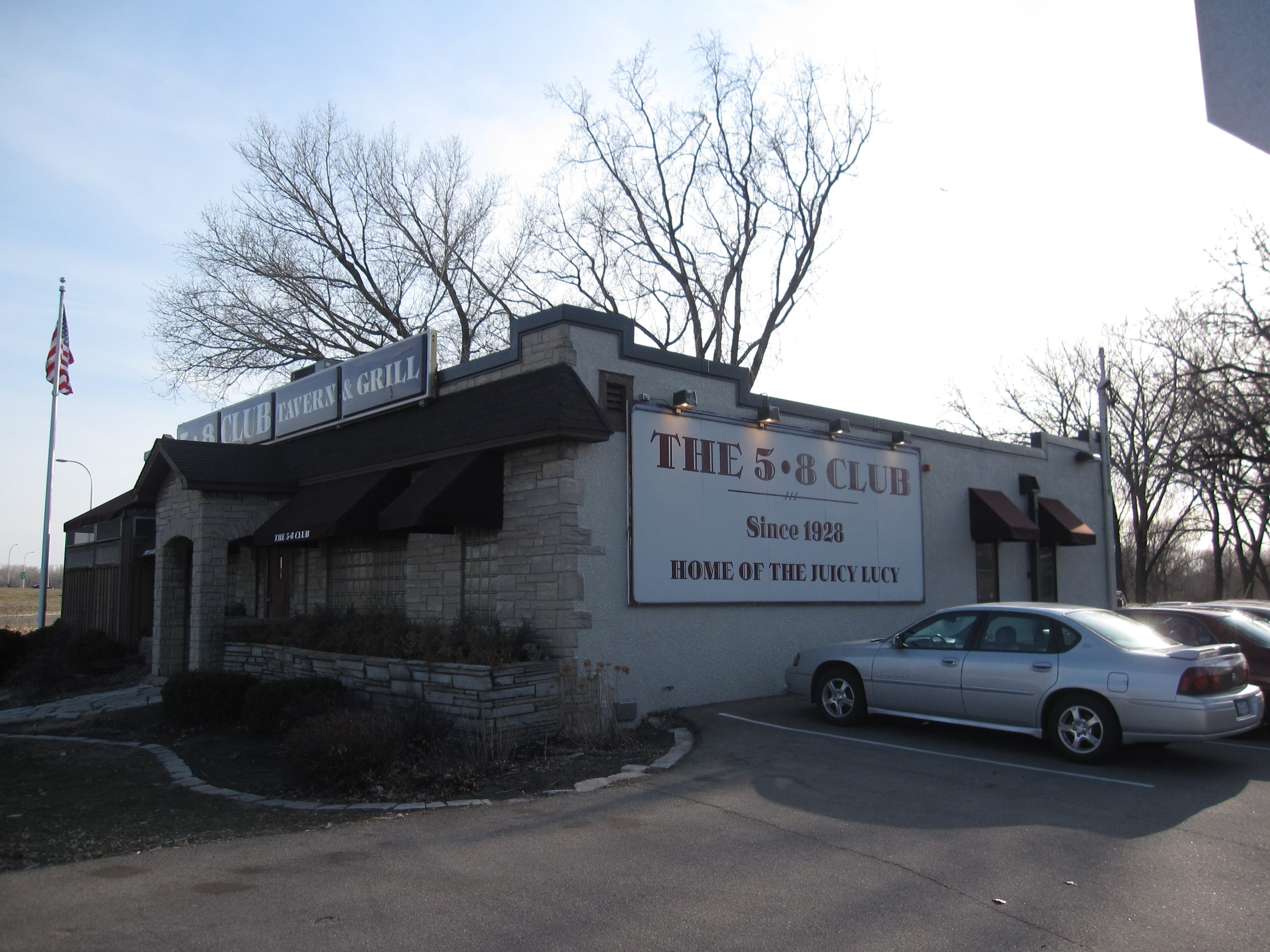
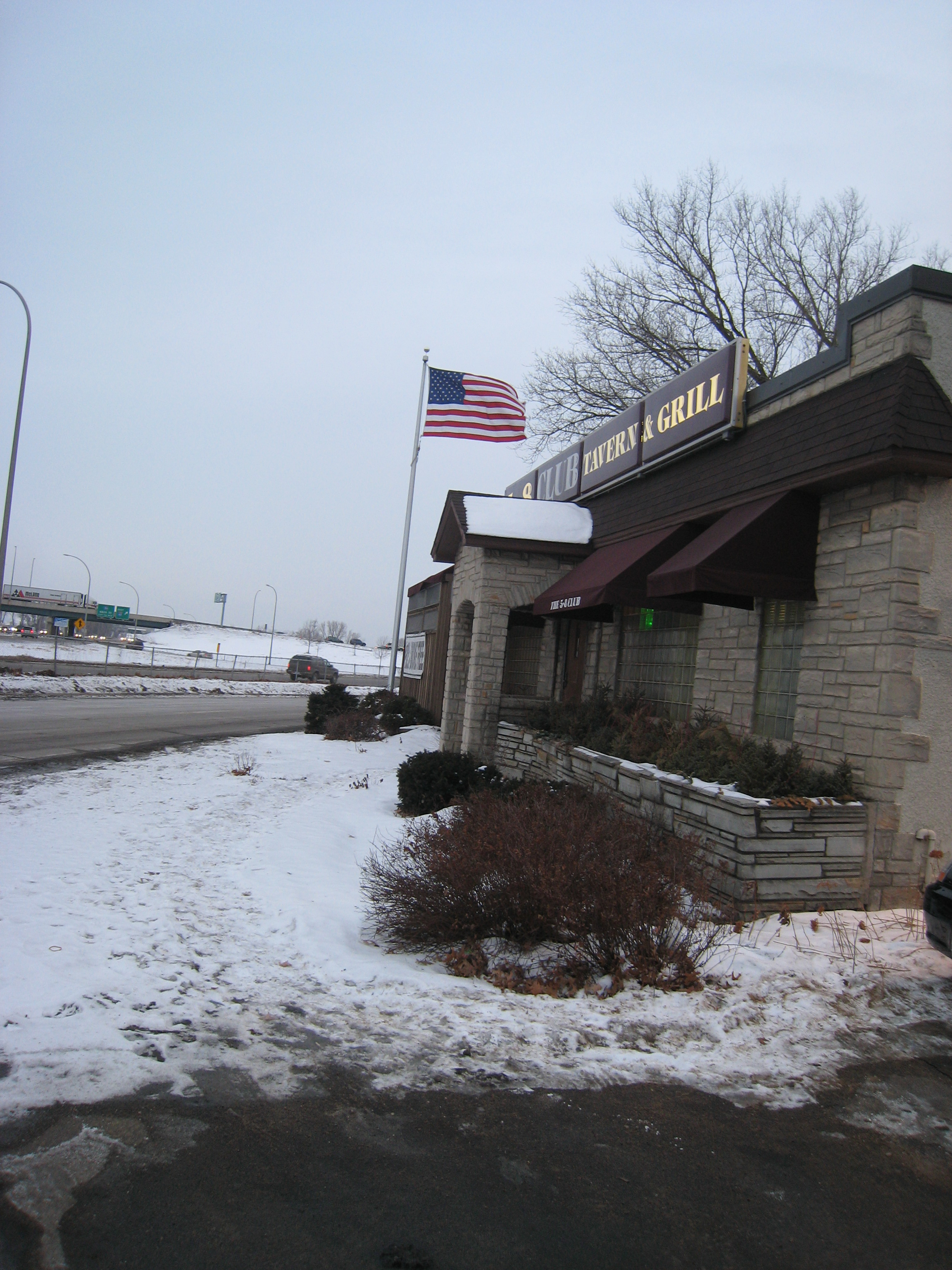
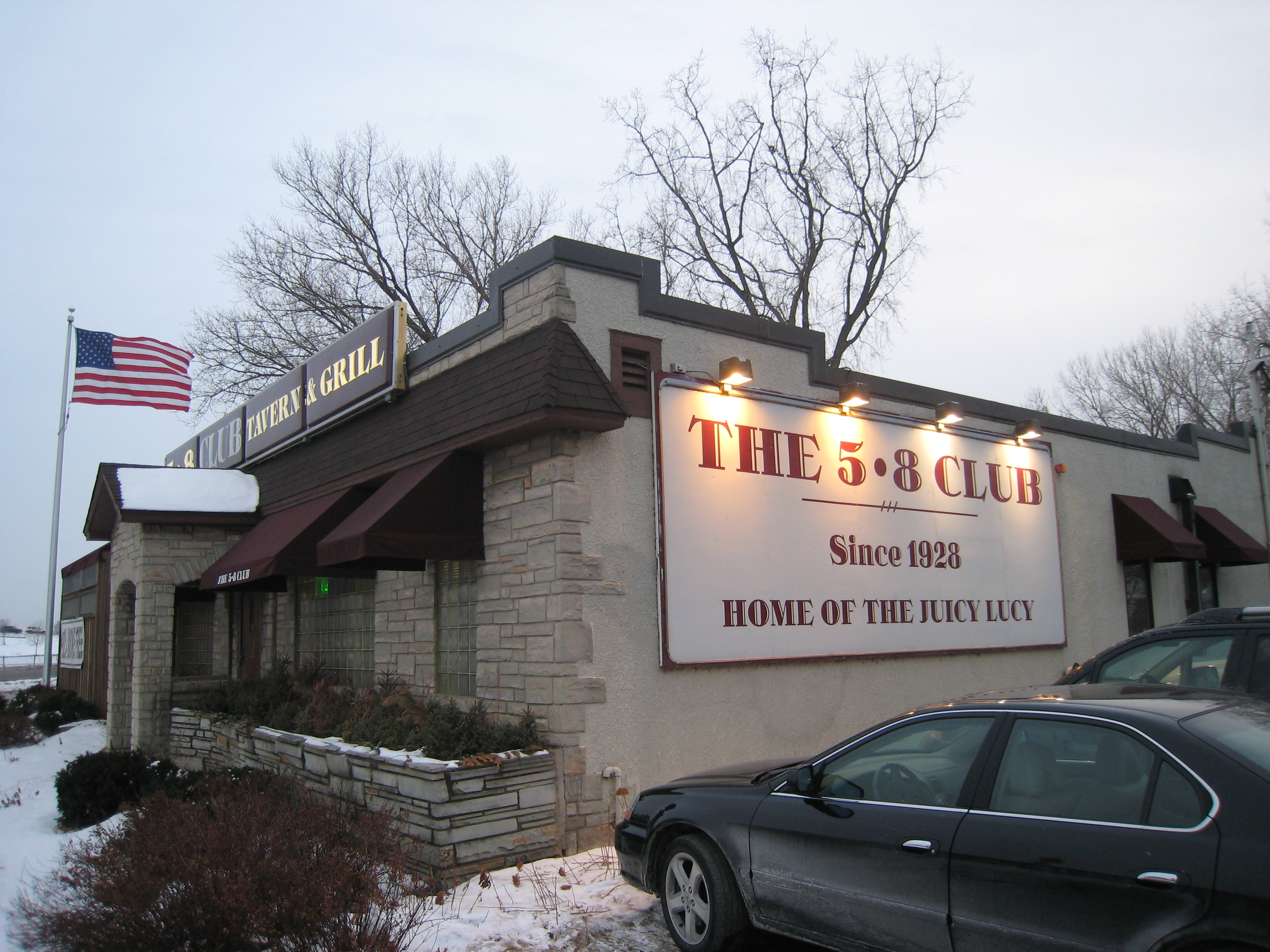
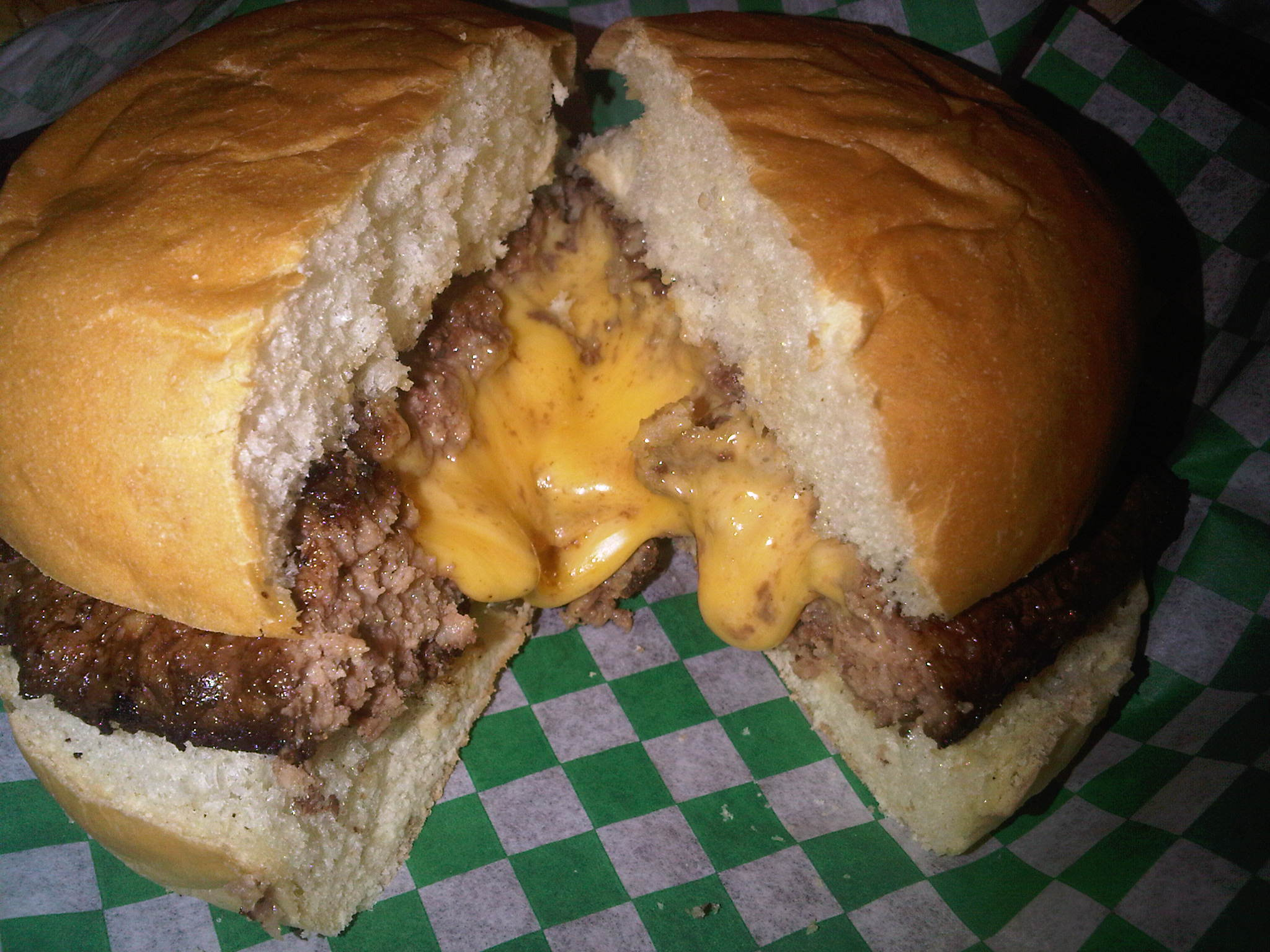
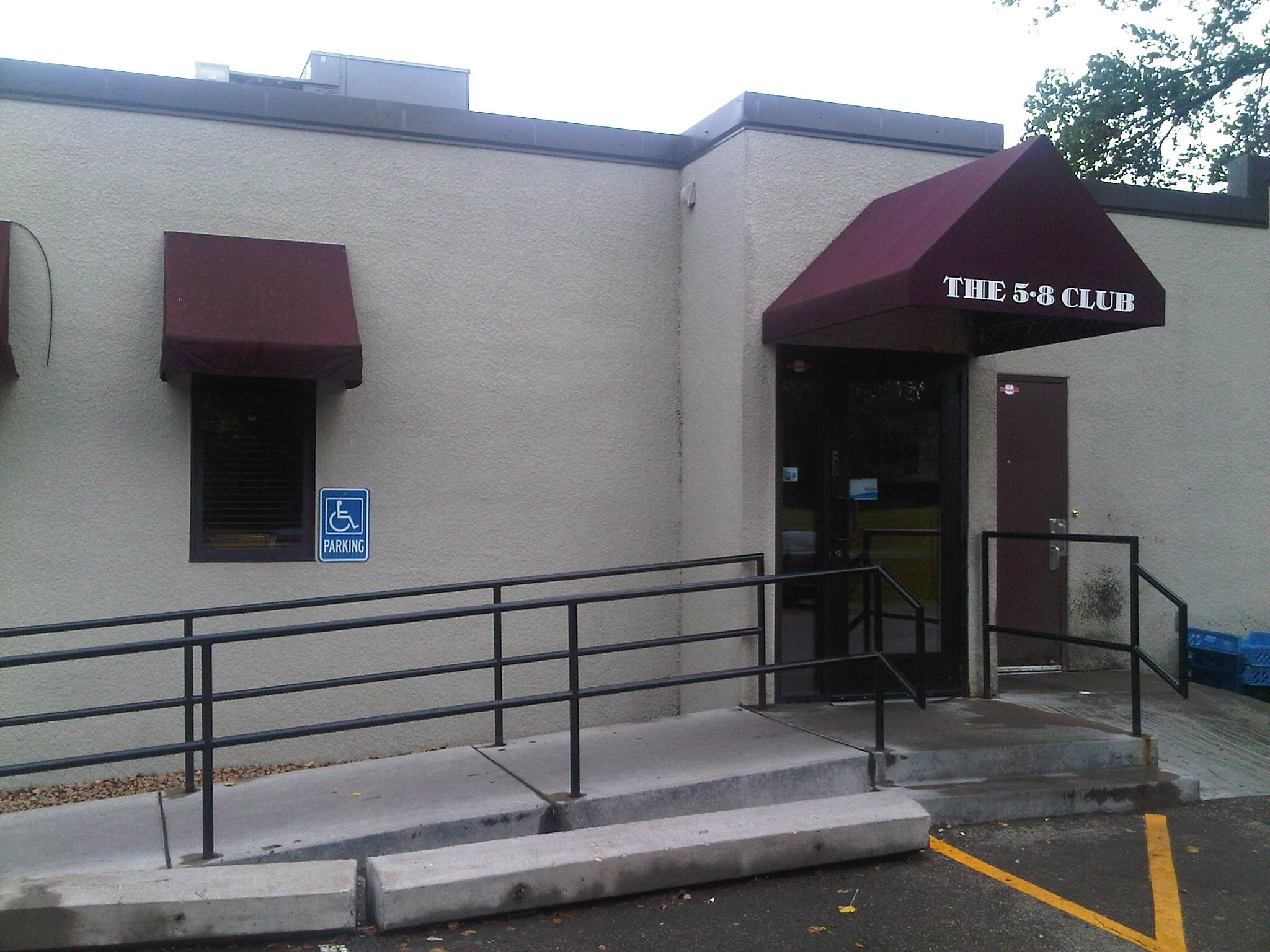
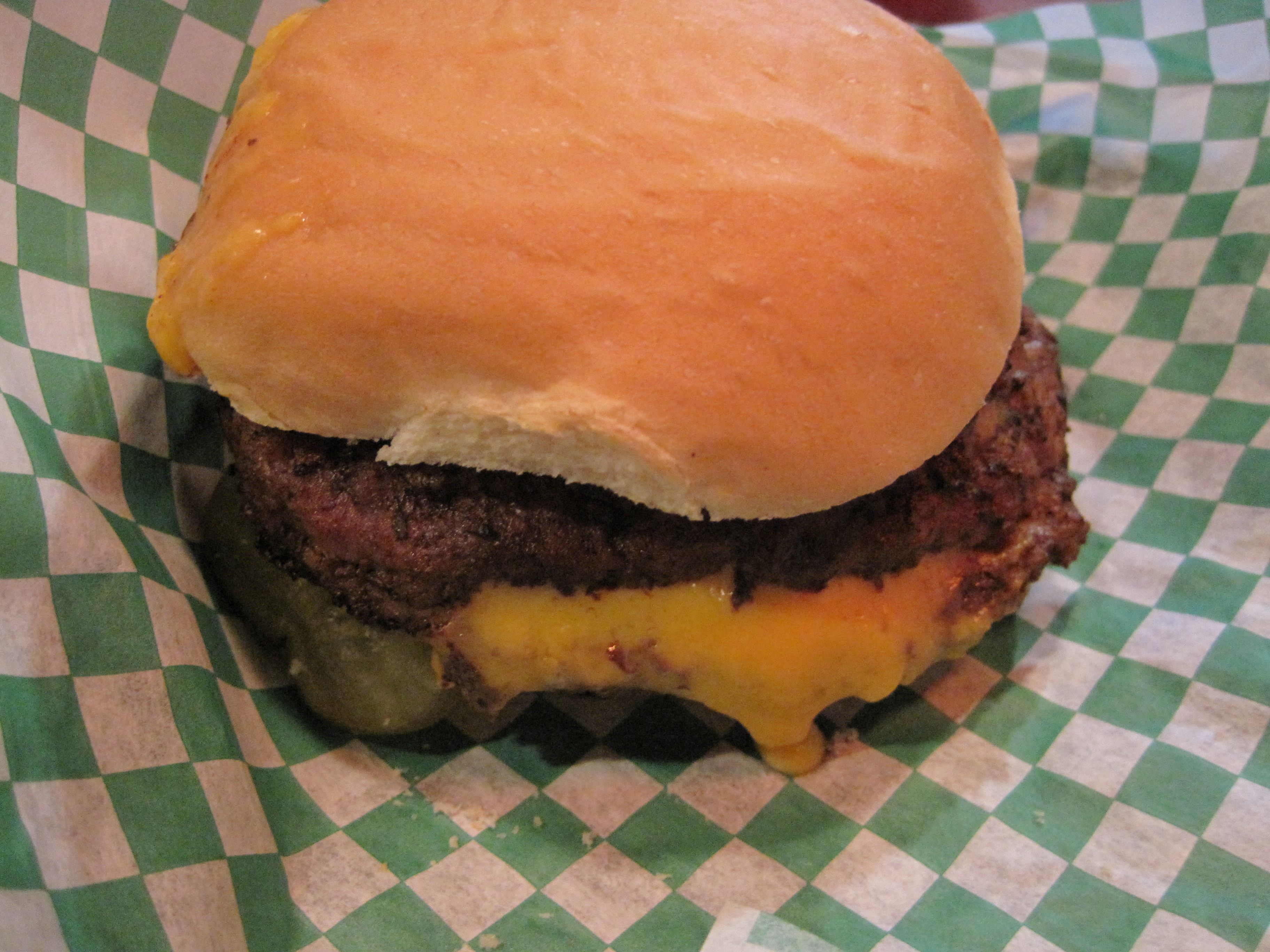
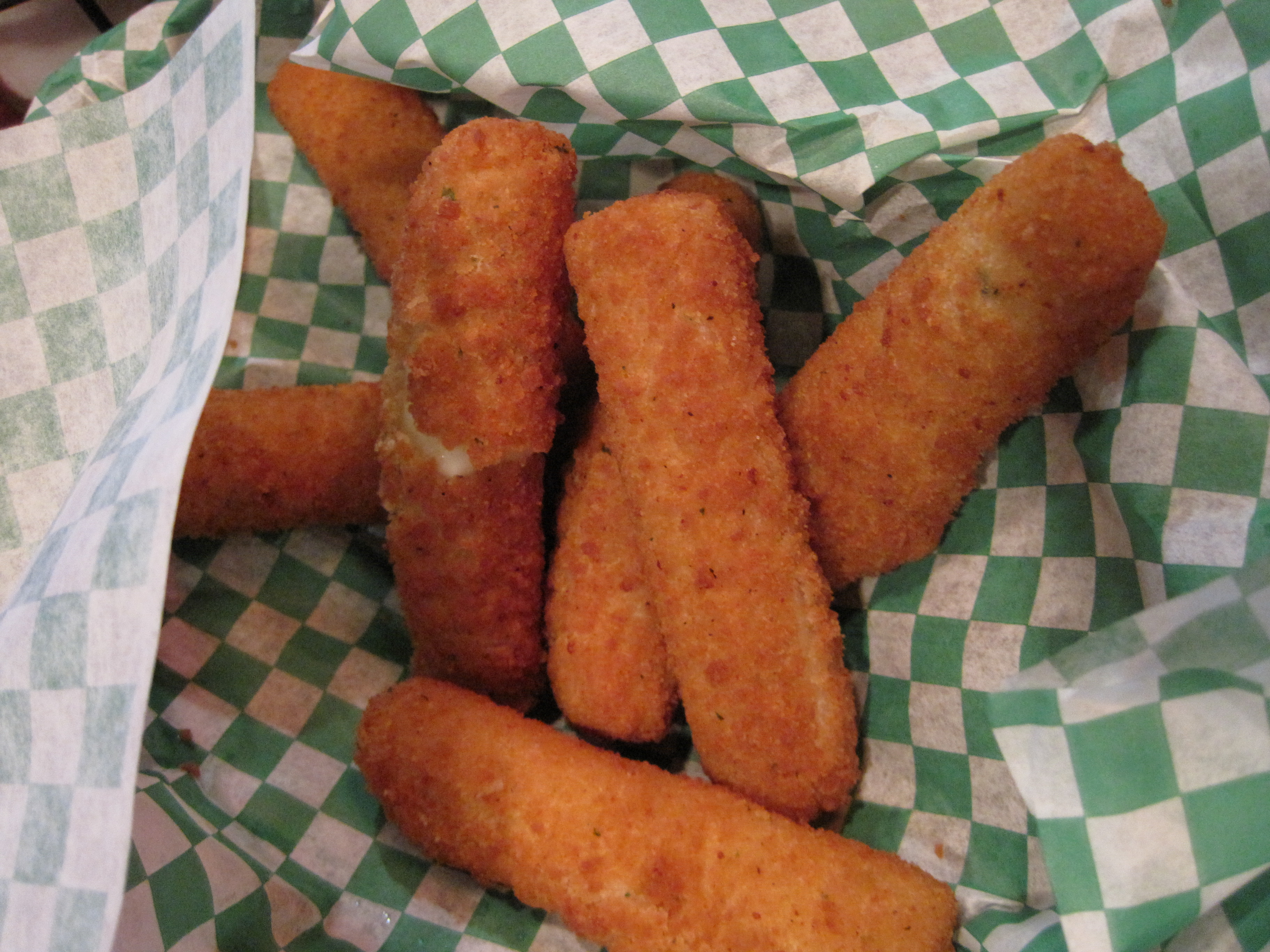

## الروابط الخارجية
- الموقع الرسمي